# Les Billaux
Les Billaux egy francia település Gironde megyében az Aquitania régióban. Lakosainak száma 1163 fő (2022. január 1.). Lakosai: Billaudais, Billaudaises.

## Adminisztráció
Polgármesterek:
- 2001–2020 Michel Millaire

## Demográfia
| Lakosok száma | 582  | 707  | 809  | 930  | 1157 | 1196 | 1191 | 1148 | 1164 | 1163 |
|               | 1968 | 1982 | 1990 | 2006 | 2013 | 2015 | 2017 | 2019 | 2020 | 2022 |

## Látnivalók
- Saint Georges templom